# Alsomyia chloronitens
Alsomyia chloronitens là một loài ruồi trong họ Tachinidae.